# Cladanthus arabicus
Le Cladanthus arabicus (L.) Cass., également connu sous le nom de Palm Springs Daisy ou Golden Crown ou Goldy of Araby, est une plante annuelle de la famille des Asteraceae, originaire de la région ibéro-maghrébine incluant l'Algérie, le Maroc, la Tunisie, la Libye, l'Espagne et la Sicile.

## Galerie

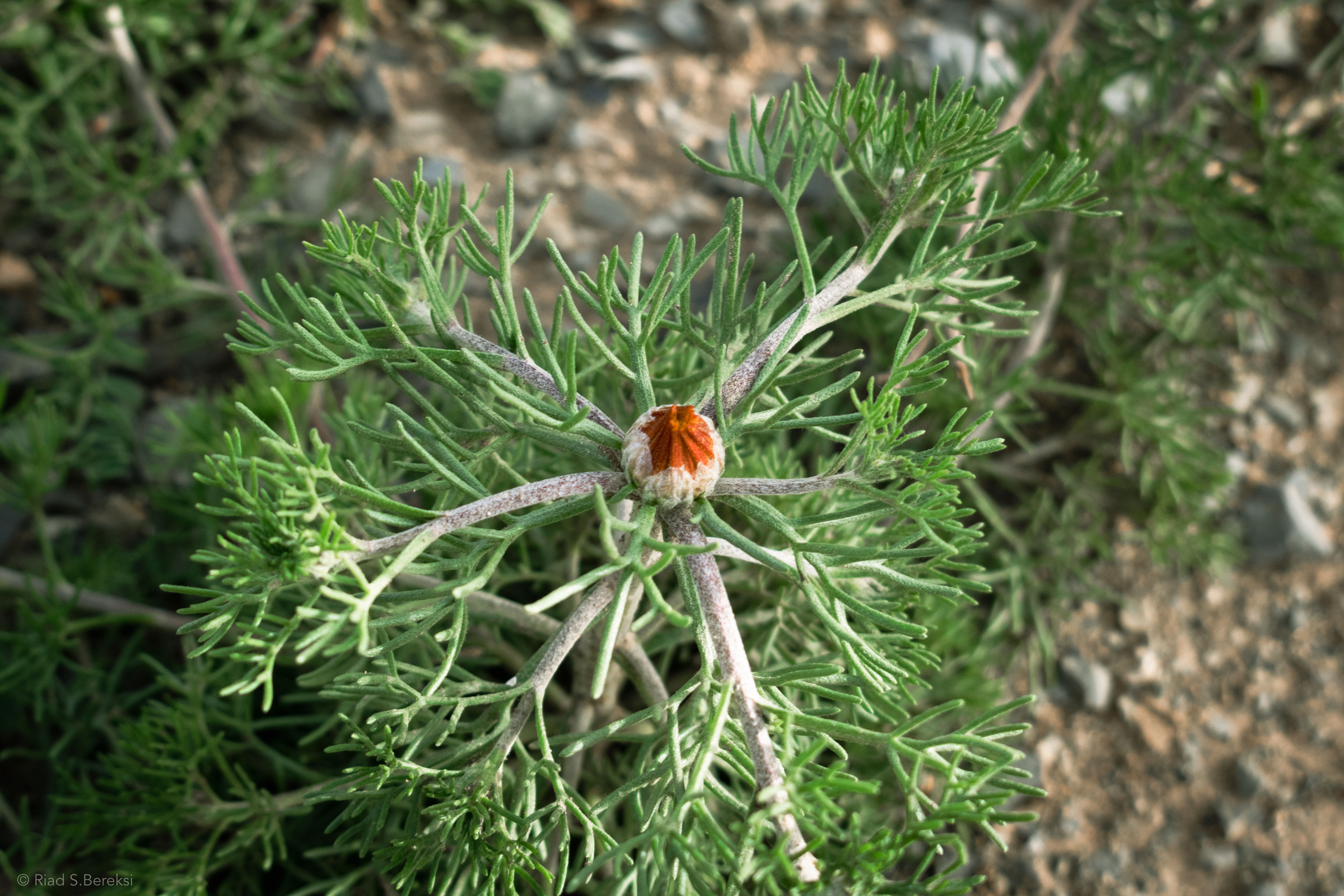
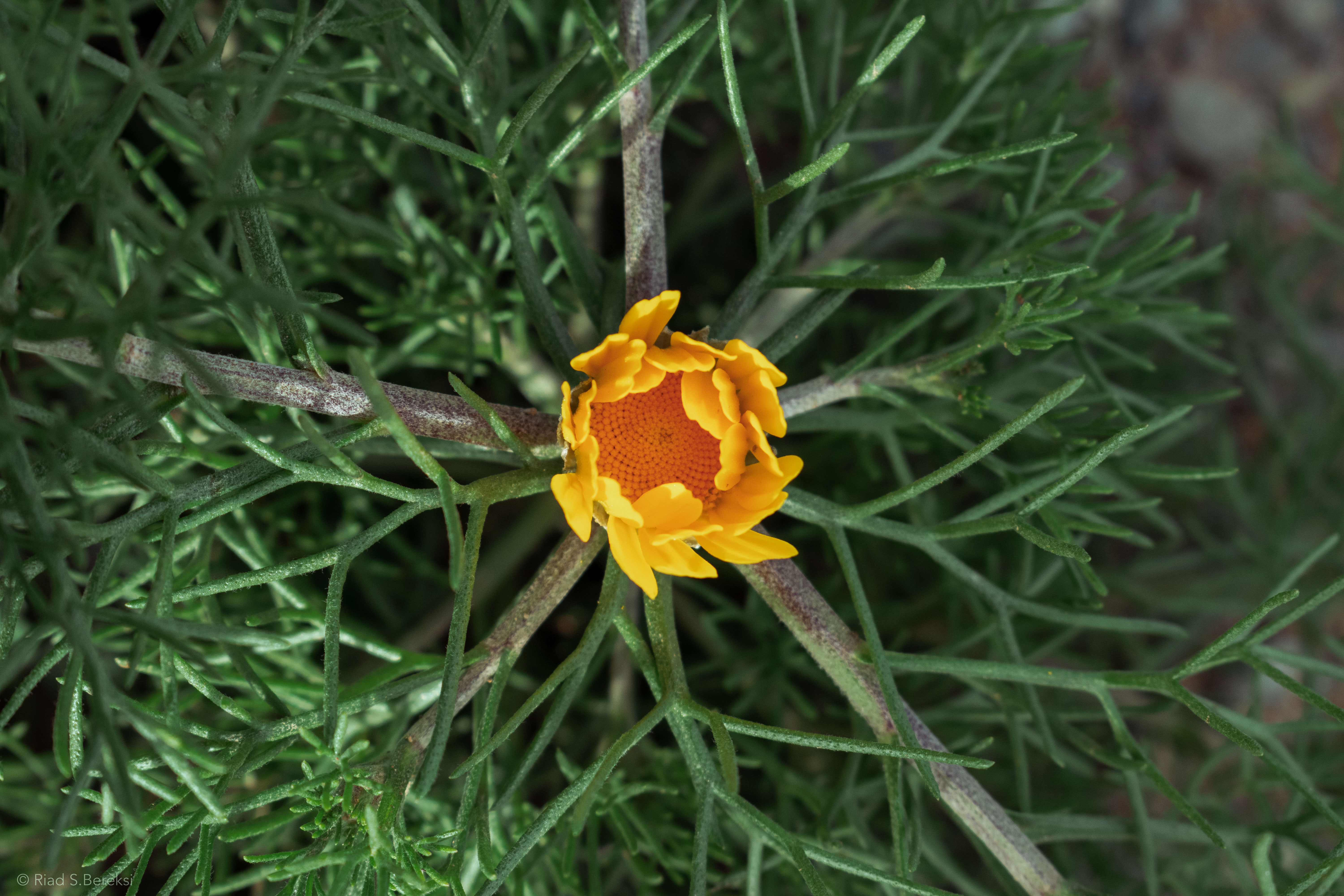
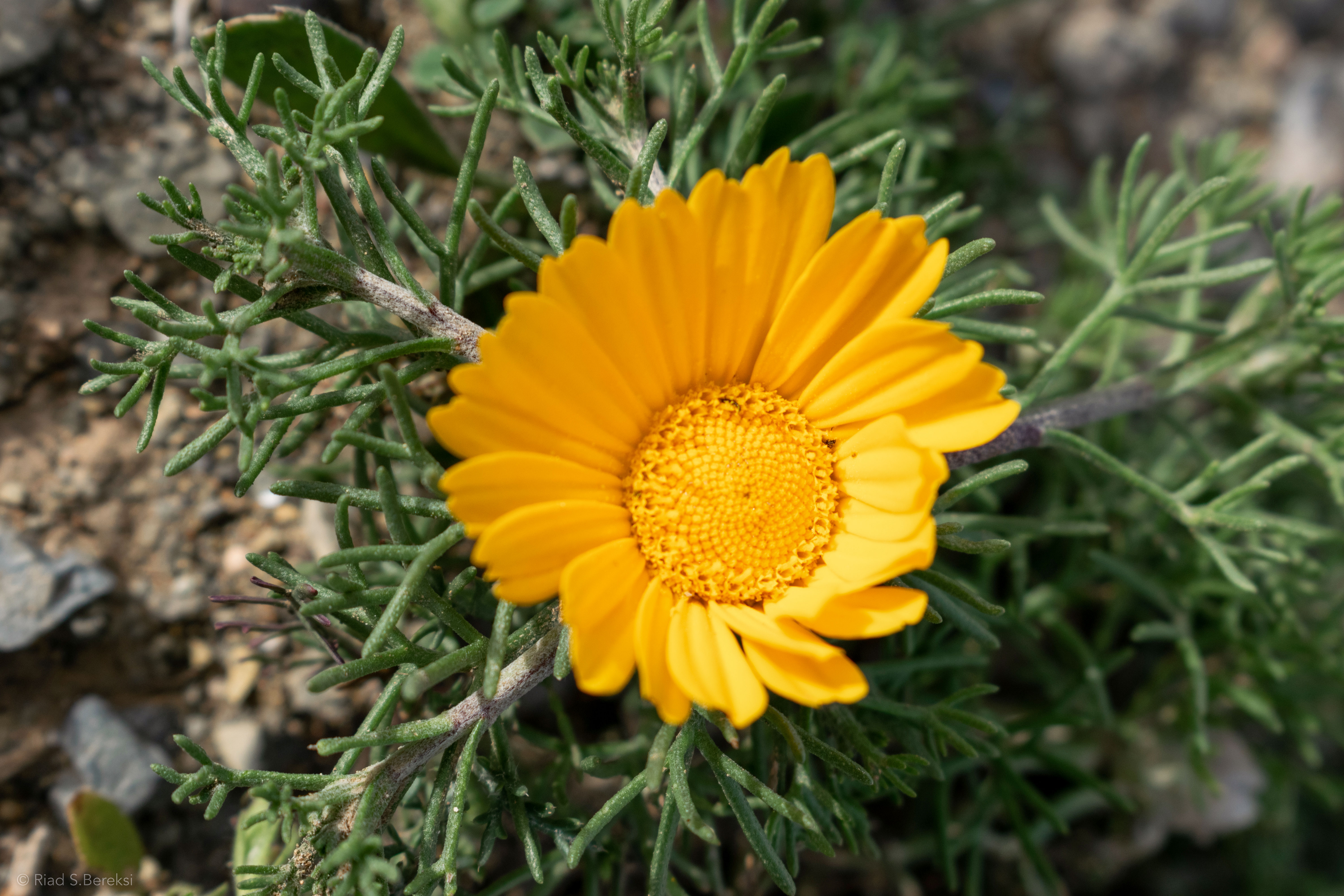
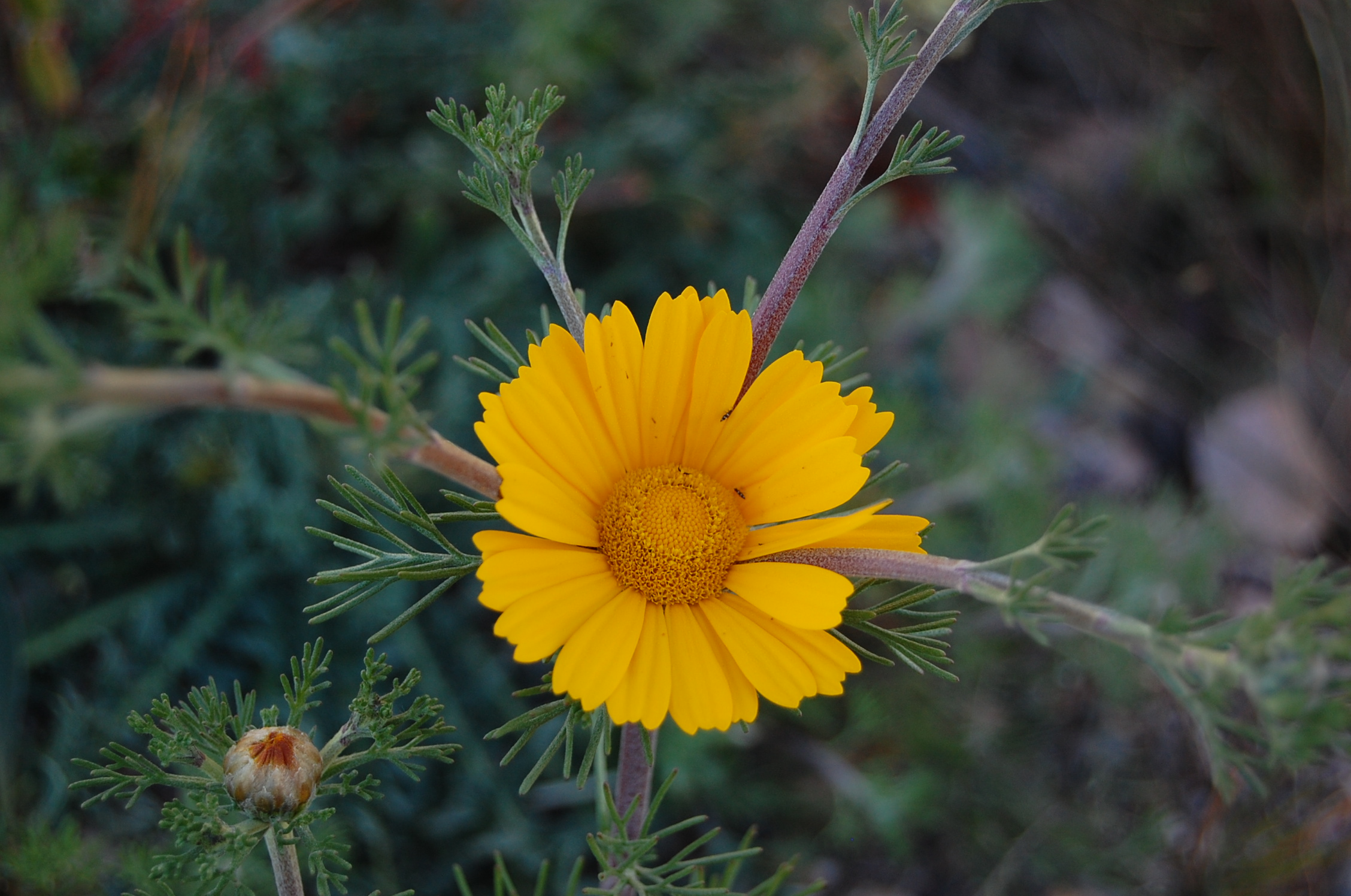